# In the Name of the King: Two Worlds
In the Name of the King: Two Worlds (även känd som In the Name of the King II) är en kanadensisk-tysk långfilm från 2011 i regi av Uwe Boll, med Dolph Lundgren, Lochlyn Munro, Natassia Malthe och Christina Jastrzembska i rollerna. Filmen är en uppföljare till In the Name of the King: A Dungeon Siege Tale från 2006.

## Rollista
| Dolph Lundgren         | – Granger        |
| Lochlyn Munro          | – Kungen / Raven |
| Natassia Malthe        | – Manhatten      |
| Christina Jastrzembska | – Holy Mother    |
| Aleks Paunovic         | – Allard         |
| Natalie Burn           | – Elianna        |
| Elisabeth Rosen        | – Seer           |
| Michael Adamthwaite    | – Thane          |